# Sabão Crá-Crá
"Sabão Crá-Crá" é uma musica de autoria desconhecida que tornou-se famosa ao ser lançada pela banda Mamonas Assassinas, sendo, ao lado de "Sábado de Sol", uma das duas únicas músicas gravadas por eles no álbum Mamonas Assassinas, de 1995, que não são de autoria do grupo. Conforme relatado pelo vocalista Dinho, certa vez Bento Hinoto, que a conhecia do folclore escolar urbano, cantou essa canção num ensaio, e o resto da banda gostou. Como eles não encontraram registro dela, ela foi creditada no álbum como "autor desconhecido". Segundo consta, porém, trata-se de uma paródia em português de uma antiga canção chamada “The Mad Ku-Ku”, composta pelo cineasta e diretor musical norte-americano Marvin Hatley. Por conta disso, quando o álbum Atenção, Creuzebek: a Baixaria Continua! foi lançado, a canção foi intitulada "Sabão Crá Crá (The Mad Ku-Ku)".[carece de fontes?]

## Trilha sonora de Malhação
Em 1996, a canção fez parte da trilha sonora da segunda temporada do seriado teen Malhação (tema do personagem Mocotó), exibida pela TV Globo, sendo a primeira canção do grupo a fazer parte de uma trilha sonora.

## Na cultura popular
- Em 2009, a torcida do clube de futebol Rio Branco, de Americana, se apossou do ritmo dessa canção, para homenagear o atacante Lincoln, artilheiro da equipe, à época.[carece de fontes?]

## Versões covers
- Em 2017, no álbum tributo ao Mamonas - Deu Mamonas no Funk - "Sabão Crá-Crá" foi interpretada por SD Boys.[4]